# Kisnarda
Kisnarda (horvátul Malá Narda, németül Klein-Nahring) Narda község településrésze, 1950-ig önálló község, ma Vas vármegyében a Szombathelyi járásban található. 

## Fekvése
Szombathelytől 10 kilométerre nyugatra fekszik, közvetlenül az osztrák határ mellett. A mai Narda község északnyugati részét képezi.

### Megközelítése
Csak közúton érhető el, a Pornóapáti-Bucsu közti 8714-es útból Nagynarda északi szélén kiágazó 87 119-es számú mellékúton.

## Nevének eredete
Neve a szláv Nerada személynévből származik. Névelőtagja a szomszédos Nagynardától különbözteti meg.

## Története
Kisnarda nemesi község volt, míg a szomszédos Nagynardán jobbágycsaládok éltek. A legjelentősebb kisnardai nemesi családok a következők voltak: Narday, Hérics, Tallián, Kalcsics, Kunics, Nunkovics.
Kisnarda templomának védőszentje a Fájdalmas Szűzanya.
1910-ben Kisnardának 212, túlnyomórészt horvát lakosa volt. 1950-ben Nagynardával egyesítették.
2001-ben Narda 525 lakosából 374 horvát nemzetiségű volt, de 2011-re számuk 291-re csökkent.